# ルキウス・ドミティウス・アウレリアヌス
ルキウス・ドミティウス・アウレリアヌス（ラテン語: Lucius Domitius Aurelianus, 214年9月9日 - 275年9月または10月）は、軍人皇帝時代のローマ皇帝（在位270年 - 275年）である。当時3つに分裂していたローマ帝国を統一した。

## 生涯

### 皇帝即位まで
ルキウス・ドミティウス・アウレリアヌスはローマ属州パンノニアの州都シルミウムの出身とされ、その出自には諸説があり、父もシルミウム出身で富裕な元老院議員で農場主であったと伝えられる。いずれにしても低い身分の出であった。
一介の軍団兵から軍キャリアを起した後、ケントゥリオ、トリブヌスなどへ昇進を重ねた。皇帝ウァレリアヌスによって抜擢されたことがアウレリアヌスの名を広めた契機となり、ガッリエヌス帝統治下の268年に起こったナイススの戦いに於いてゴート族の騎馬隊を撃退する活躍を見せた。皇帝クラウディウス・ゴティクスの下では騎兵の総司令官を務めた（クラウディウス・ゴティクスと共にガッリエヌスの暗殺に関わったという説もある）。270年1月にクラウディウス・ゴティクスが病死した後、クィンティッルスが即位したが、蛮族の侵入、ローマ帝国の分裂という危機的な状況の下、危機に強い優秀な軍人という理由で軍によって皇帝に推挙され、クィンティッルスを破って、名実共にローマ皇帝となった。

### ゲルマン人との戦い
デキウス帝が戦死（アブリットゥスの戦い）したようにローマにとって北方異民族の侵入は難問であり、アウレリアヌスの代でも激化の一方であった。クラウディウス・ゴティクスの時期にゴート族を撃破（ナイススの戦い）したことで小康状態にあったものの、クラウディウス・ゴティクスの死とその後の混乱で、再び北方異民族の動きが活発化しつつあった。
271年、アラマンニ族がポー平野に入り町を略奪しながら、イタリアに向かって侵入した。アラマンニ族は40,000の騎兵および80,000の歩兵を以てドナウ川及びポー川を渡り、プラセンティア（現：ピアチェンツァ）を占領して、ファーノに向かって進んだ。ヴァンダル族に備えるべくパンノニアにいたアウレリアヌスはイタリアに入ったものの、ローマ軍はアラマンニ族にプラセンティア近郊で待ち伏せに遭って一旦は敗北したものの、アウレリアヌスはポー川と再交差するパヴィアまで行軍しメタウロ川（Metaurus）の近くで宿営していたアラマンニと交戦（ファーノの戦い）してこれを撃破した。さらにパウィア近郊での3度目の決戦でアレマンニ族の軍を壊滅させ、アレマンニ族を北方へ退けた（これにより "Germanicus Maximus" の称号を受けた）。
また、アウレリアヌスはバルカン半島へ侵入したゴート族と戦い、ゴート族の族長カンナバウデス（Cannabaudes）を討ち取り、ゴート族もドナウ川以北へと退けた（これにより "Gothicus Maximus" の称号も得た）。北方蛮族の侵入をひとまずは食い止めたものの、ドナウ川の北側に位置し防衛が極めて困難であったダキア属州をゴート族へ譲渡すると共にドナウ川の南にセルディカ（Serdica、現：ソフィア）を州都として新ダキア属州を新設し、ドナウ川南岸を防衛線とする体制を構築した。
再三にわたってイタリア本土へ侵攻する北方異民族に対して、ローマを守る必要に迫られたアウレリアヌスは、王政ローマ期以来となるローマを囲む城壁（「アウレリアヌス城壁」）を構築し始めた（完成は死後）。

### 「世界の修復者」

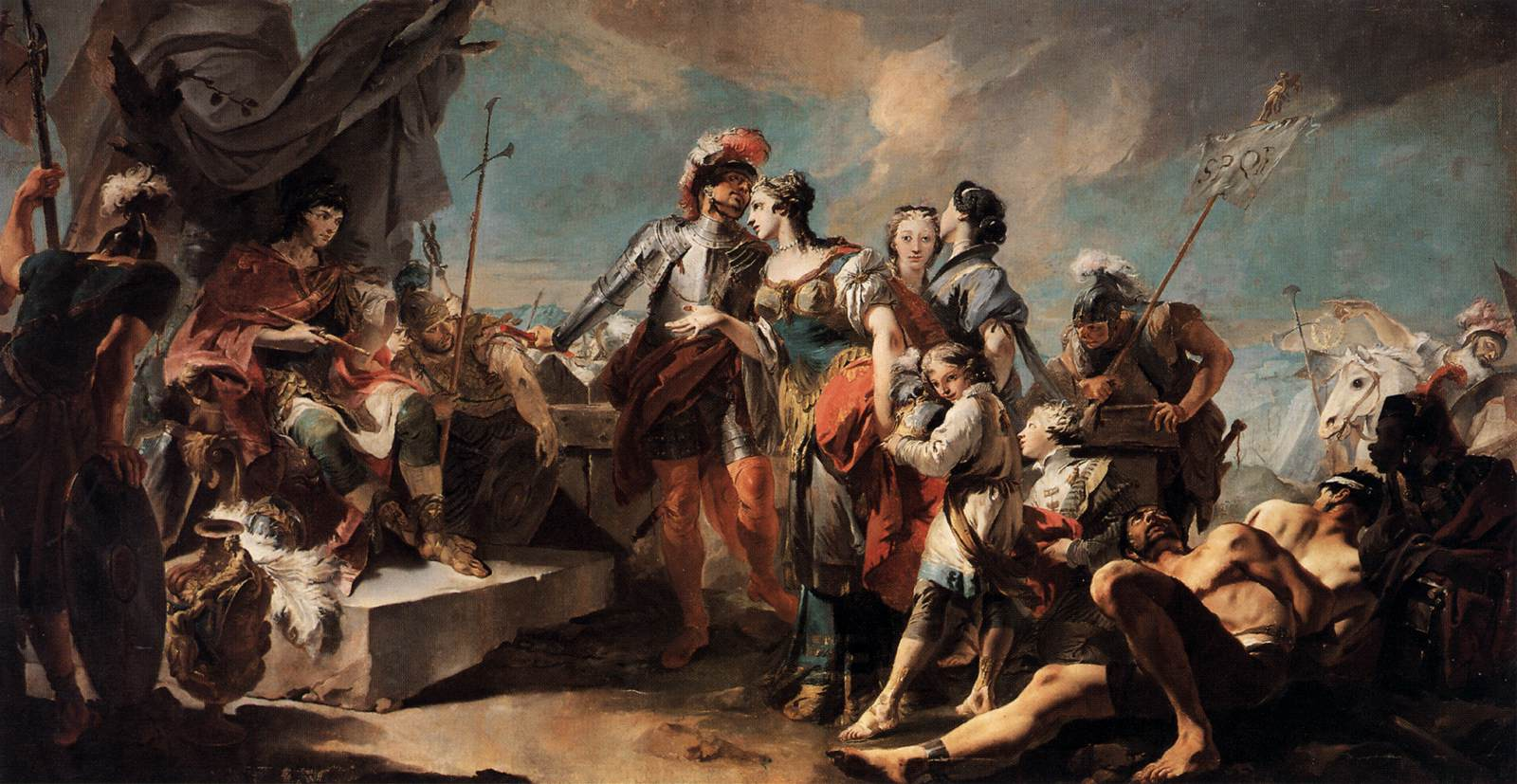
『アウレリアヌスの前に連行されたゼノビア』（"Il trionfo di Aureliano o La regina Zenobia davanti ad Aureliano"） イタリア人画家ジョヴァンニ・バッティスタ・ティエポロによる1717年の作

シュリアやパレスチナなどのローマの東方属州を支配するパルミラ帝国は、アウレリアヌスをローマ帝国全体の皇帝として認めていたものの、国王であるウァバッラトゥス（ゼノビアの息子）もまた「皇帝（アウグストゥス）」を自称していた。アウレリアヌスはパルミラへ降伏を呼びかけたものの、抗戦の姿勢を示したことから、272年にアウレリアヌスは軍を率いてパルミラ領へ入った。
ビザンティウムとティアラで抵抗があったものの、これを下し降伏後に寛大な処置を取ったことから、多くの都市が無血で開城した。パルミラ軍とはアンティオキアおよびエメサ近郊での2度の戦闘にいずれも勝利を収めた（ウァバッラトゥスはこの際に戦死したともされる）。ゼノビアはパルミラ市へ籠城して、ローマ軍の兵站切れを狙ったものの、エジプトを制圧したプロブス軍がパルミラへ来援して補給路を確立させたことから、不利を察したゼノビアはペルシア（サーサーン朝）への逃亡を図ったが、ユーフラテス河畔でゼノビアを捕虜とした。こうしてパルミラ王国を崩壊に追い込み、東方属州の回復に成功した。また、パルミラ王国の崩壊後にエジプトで皇帝を僭称し、ゼノビアの盟友を自称したフィルムスを破った。
パルミラで勝利を収めたアウレリアヌスは東方をプロブスに委ね、西方属州に割拠していたガリア帝国に目を向けた。274年、ガリア皇帝テトリクス1世は帝位を返上してガリア帝国をローマへ復帰させることを望んでいたため、アウレリアヌスと示し合わせた上で、シャロン＝アン＝シャンパーニュで対陣した後にローマへ降伏した。こうして西方属州もローマ帝国へ復帰することとなった。
アウレリアヌスは三分されていた帝国を再統一することに成功、274年ローマに於いて凱旋式を挙行、この際に征服した各民族と共にゼノビアを連行したことで話題を集めた。また、これら一連の功績により元老院から「"Restitutor Orbis" /レスティトゥトル･オルビス（世界の修復者）」の称号を得た。

### 最期
国内政策では、粗製濫造されていた金貨・銀貨・銅貨の発行体制の再構築に乗り出し、これに絡んで不正を働いて利益を得ていた（とされる）通貨鋳造所職員がストライキを実施するものの、アウレリアヌスはこれを武力でもって鎮圧。一説には反乱に加わった職員や元老院議員ら約7,000名が死亡したとされる。
275年、シャープール1世が没した直後のサーサーン朝へ遠征に向かう途中、アウレリアヌスは秘書官の一人（ゾシムスによるとエロス（Eros）なる人物）を叱責した。これに身の危険を感じた秘書官は謀略を仕組み、アウレリアヌスは自軍の将軍（エドワード・ギボンによるとムカポル（Mucapor）なる人物）に暗殺された（なお、後になって秘書官の謀略が露見し、秘書官は処刑された）。アウレリアヌスの突然の死は帝国に大きな衝撃を与え、マルクス・クラウディウス・タキトゥスが即位するまで数ヶ月にわたって皇帝不在の時期が生じたとされる。

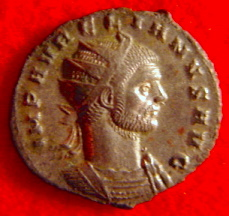
ルキウス・ドミティウス・アウレリアヌスを印した硬貨